# جاناتان براون (بازیکن فوتبال اهل انگلستان)
جاناتان براون (انگلیسی: Jonathan Brown؛ 1893 – 6 نوامبر ۱۹۱۸ (۲۴−۲۵ سال)) بازیکن فوتبال اهل پادشاهی متحد بریتانیای کبیر و ایرلند بود.
از باشگاه‌هایی که در آن بازی کرده‌است می‌توان به باشگاه فوتبال برنلی اشاره کرد.